# Damaskius
Damaskius (eller Damaskios), född omkring 480 i Damaskus, Bysantinska riket, död efter 532, var den sista nyplatonska filosofen i Akademin i Aten.
I unga år for Damaskios till Alexandria, där han i tolv år dels studerade för Theon, en berömd retoriker, dels var verksam som professor i retorik. Därefter började han intressera sig för filosofi och naturvetenskap, och fick undervisning av Hermeias och dennes söner, Ammonios och Heliodoros. På äldre dagar flyttade han till Aten och blev elev hos matematikern Marinus,  Zenodotos, och dialektikern Isidoros. Isidoros och Damaskios blev nära vänner, och Damaskios efterträdde denne som rektor för Akademin i Aten, samt skrev dennes biografi av vilken en del bevarats för eftervärlden i Bibliotheke av Photios (se bilagorna till Didots utgåva av  Diogenes Laertios).
När Justinianus I stängde skolan 529, flydde Damakios och sökte med sex kollegor asyl vid hovet hos Khosrau I av Persien omkring 532. Redan ett år senare skrev Justinianus och Khosrau dock under ett fördrag som möjliggjorde att filosoferna återvände, men Damaskios valde då troligen att flytta till Alexandria i stället. Hans dödsår är okänt.
Damaskios huvudarbete har titeln Svårigheter med och lösningar av den första principen (ἀπορίαι καὶ λύσεις περὶ τῶν πρώτων ἀρχῶν). I det verket utforskas naturen och egenskaper hos Gud och den mänskliga själen. I två iögonfallande avseenden bryter verket med nyplatonismen: den har ingen påverkan av orientalisk mystik och den innehåller ingen direkt uttalad polemik mot kristendomen. Photios anklagar honom senare för att inte vara tillräckligt from, och han kallar kristendomen "en oppositionell sekt".  Damaskios slutsats i verket är att Gud är oändlig, och i egenskap av det, ofattbar; det vill säga att orsaken till att vissa egenskaper tillskrives honom, som godhet, vishet och makt, är på grund av hur människan kan begripa honom i hans yttringar; dessa egenskaper är logiska och begripliga för människan men kan inte fullt beskriva honom. Damaskios avfärdade treenigheten, och menade något förenklat att Gud var odelbar och fullständig i sig själv.